# Vuelo 6 de UPS Airlines
El vuelo 6 de UPS Airlines fue un vuelo de carga internacional regular operado por UPS. El 3 de septiembre de 2010, el Boeing 747-400F, que cubría la ruta entre Dubái (Emiratos Árabes Unidos) y Colonia (Alemania), sufrió un incendio durante el vuelo que provocó el accidente de la aeronave, falleciendo los dos tripulantes, las únicas personas a bordo.Fue el primer accidente aéreo fatal de UPS Airlines.El accidente provocó una reevaluación de los procedimientos de seguridad que protegen a los aviones del humo de la cabina.
El accidente se produjo debido a la filtración del humo en la cabina de mandos, haciendo que la tripulación tuviera dificultades para ver y utilizar los instrumentos de la cabina, además del daño que sufrieron algunos sistemas del avión debido al fuego.
A consecuencia de este accidente, se recomendó a las aerolíneas revisar los procedimientos acerca del manejo de emergencias con presencia de humo en la cabina de pilotos y los mecanismos de suministro de oxígeno a la tripulación con el fin de evitar la asfixia y la pérdida de visibilidad en la cabina de mando.

## Aeronave y tripulación
El avión involucrado era un Boeing 747-44AF matriculado como N571UP con número de serie 35668. Fue fabricado por Boeing Commercial Airplanes en 2007 y recibió su certificación de aeronavegabilidad el 26 de septiembre. Había volado durante más de 10.000 horas y se le realizó una inspección importante en junio de 2010.El avión estaba propulsado por cuatro motores turbofán General Electric CF6-80C2-B5FG01,y estaba entre los Boeing 747-400 más nuevos (n.° 1393 de 1418; el vigésimo sexto desde el último) construidos antes de la introducción del sucesor 747-8.
La tripulación designada estaba formada por el capitán Douglas Lampe (48), de Louisville, Kentucky, y el primer oficial Matthew Bell (38), de Sanford, Florida. Lampe había volado para UPS Airlines durante 15 años y tenía más de 11.000 horas de vuelo, con 4.000 horas volando en el Boeing 747-400.Bell tenía 4 años y 5.500 horas respectivamente, con 77 horas en el 747-400.Ambos tripulantes estaban apostados en la base de pilotos de UPS en Anchorage, EE. UU..

## Accidente
Después de llegar desde Hong Kong más temprano ese mismo día, el vuelo 6 partió del Aeropuerto Internacional de Dubái a las 18:53 hora local (14:53 UTC) el 3 de septiembre de 2010, con destino al Aeropuerto de Colonia/Bonn en Alemania. A las 19:15, el mensaje EICAS «FIRE MAIN DK FWD» apareció en la pantalla superior del EICAS, y la tripulación reportó un incendio en la cabina cuando la aeronave se encontraba a unas 120 millas náuticas (222 km) al oeste-noroeste de Dubái. Poco después, se declaró la emergencia. Los pilotos estaban bajo el control del control del tráfico aéreo (ATC) de Baréin, y no pudieron contactar inicialmente con el ATC de Dubái debido al denso humo que entraba en la cabina de vuelo y oscurecía el panel de radio.Aunque se les ofreció un desvío de 100 millas náuticas (115 millas; 185 kilómetros) hasta Doha, Catar,el capitán Lampe decidió regresar a Dubái. El denso humo obligó a los pilotos a comunicarse por VHF con los aviones cercanos para transmitir mensajes al ATC de Baréin, ya que Bell no podía ver la radio a través del humo. Las aeronaves que transmitían los mensajes de UPS 6 incluían tres Boeing 737-800 operados por Flydubai y el 747-400 de la Royal Air Wing de Dubái, con indicativo Dubai One.
Lampe desactivó el piloto automático para pilotar el avión manualmente. Al hacerlo, descubrió que no tenía control del timón de profundidad. El fuego había quemado el revestimiento protector ignífugo que cubría la bodega de carga y destruido el sistema principal de control de vuelo, inutilizando el 747. A las 19:20, la máscara de oxígeno de Lampe falló y cedió el mando del avión al primer oficial Bell. El capitán Lampe se levantó posteriormente de su asiento para recuperar la máscara de oxígeno del sistema de reserva de oxígeno de emergencia (EROS), que estaba guardada detrás de su asiento. Sin embargo, perdió el conocimiento poco después por hipoxia tras inhalar el humo acre y se desplomó en el suelo de la cabina de vuelo. Se cree que el fuego también interrumpió el suministro de oxígeno a la máscara EROS, dejando a Lampe sin oxígeno para volver al asiento del piloto y pilotar el avión. Bell recibió instrucciones de aterrizar en la pista 12L del aeropuerto.

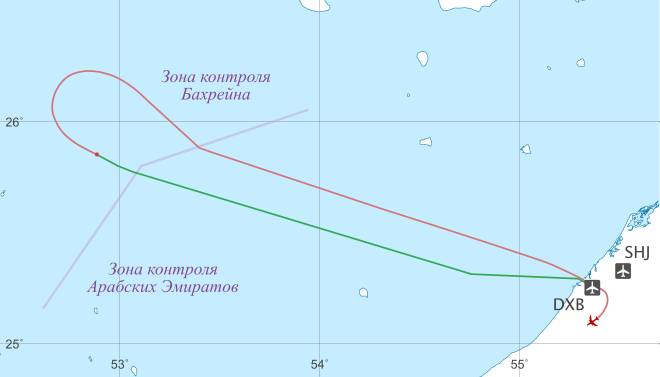
Ruta de vuelo del 6 de UPS Airlines

El avión se encontraba demasiado alto en la aproximación y el tren de aterrizaje no se extendió. El avión sobrevoló el aeropuerto antes de realizar un viraje cerrado. Bell intentó virar hacia el Aeropuerto Internacional de Sharjah, pero giró en la dirección equivocada (195° en lugar de 095°). El contacto por radar se perdió poco después, a las 19:42 UTC. El avión finalmente impactó contra el suelo en un ángulo suave y a alta velocidad en una zona deshabitada entre Emirates Road y la autopista de Al Ain, rozando por poco el Dubai Silicon Oasis. El ala derecha impactó primero y el 747 en llamas patinó unos metros, explotando en una bola de fuego, matando instantáneamente a Bell y a Lampe, que estaba inconsciente.Muchos de los informes iniciales fueron emitidos por pilotos de Emirates que vivían en la zona.

## Investigación
La Autoridad General de Aviación Civil de los Emiratos Árabes Unidos (GCAA) abrió una investigación sobre el accidente, con la asistencia de la Junta Nacional de Seguridad en el Transporte de los Estados Unidos (NTSB). La compañía Boeing ofreció enviar a un equipo a los Emiratos Árabes Unidos para proporcionar asistencia técnica en el proceso de investigación.
Tras la recuperación de la grabadora de voz de la cabina, la GCAA emitió un informe preliminar el 5 de septiembre de 2010.El 7 de septiembre, las autoridades descubrieron la grabadora de datos de vuelo. El gobierno de Baréin realizó su propia investigación.UPS también envió su propio equipo de investigación.El registrador de datos de vuelo y la grabadora de voz de la cabina fueron recuperadas y enviadas a Estados Unidos para su análisis por la NTSB el 10 de septiembre de 2010.
Después del 8 de septiembre de 2010, la GCAA y UPS no hicieron comentarios sobre el progreso de la investigación, pero de acuerdo a fuentes de la Associated Press, personas familiarizadas con la investigación decían que el fuego inició en el compartimiento de carga y que los investigadores se encontraban investigando la carga para determinar qué estaba embarcado en el avión. El 8 de septiembre de 2010, el jefe de la GCAA, el director general Saif al Suwaidi, comentó que aún era muy pronto para determinar con exactitud cuál era la causa del accidente.
El 23 de septiembre de 2010, la GCAA reportó que la NTSB había descargado con éxito el 100% del material contenido en las cajas negras, y que la información estaba siendo analizada.
La GCAA publicó su informe final de investigación el 24 de julio de 2013.El informe indicó que el incendio se debió a la autoignición del contenido de un palé de carga que contenía más de 81.000 baterías de litio y «otros materiales combustibles». La desconexión del sistema de aire acondicionado 1 por razones desconocidas permitió la entrada de humo a la cabina.
La investigación también reveló que el buque de carga falló cuando comenzó el incendio, lo que contribuyó a la gravedad del daño.

## Consecuencias
En octubre de 2010, la Administración Federal de Aviación de Estados Unidos (FAA) emitió una alerta de seguridad para los operadores destacando el hecho de que la carga a bordo del vuelo 6 contenía una gran cantidad de baterías de tipo litio.La FAA emitió una restricción en el transporte de baterías de litio a granel en vuelos de pasajeros.Boeing anunció que se modificarían las listas de verificación de incendios del 747-400F para indicar a los pilotos que al menos uno de los tres sistemas de aire acondicionado debe dejarse en funcionamiento para evitar la acumulación excesiva de humo en la cabina de vuelo.
El accidente reavivó las preocupaciones sobre los efectos del humo en la cabina, planteando la cuestión de si se deberían introducir capuchas antihumo o unidades de visión inflables en la aviación comercial.Alrededor de la época del accidente, la Junta Nacional de Seguridad en el Transporte de los Estados Unidos (NTSB) había solicitado a la FAA que ordenara la instalación de sistemas automáticos de extinción de incendios en las bodegas de los aviones de carga. UPS Airlines siguió las regulaciones de la FAA, que establecían que los pilotos debían despresurizar la cabina principal y ascender a una altitud de al menos 20.000 pies (6.100 m) al detectar un incendio para privar a las llamas de oxígeno.
Al-Qaeda en la Península Arábiga (AQAP) se atribuyó la responsabilidad del accidente, además del plan para bombardear un avión transatlántico en 2010. Sin embargo, investigadores de Estados Unidos y Emiratos Árabes Unidos afirmaron no haber encontrado ninguna prueba de una explosión ni de participación terrorista en dicho incidente y se mostraron escépticos ante la afirmación. Sugirieron que probablemente se trató de un intento de AQAP de mejorar su imagen. El 10 de septiembre, el FBI y el Departamento de Seguridad Nacional de Estados Unidos confirmaron que AQAP no estuvo involucrado en el accidente.

## Dramatización
La serie canadiense Mayday: catástrofes aéreas, presentó este accidente en el episodio titulado «Entrega fatal», perteneciente a la decimoquinta temporada.